# Sofie Krehl
Sofie Krehl (Kempten, 22 de septiembre de 1995) es una deportista alemana que compite en esquí de fondo.
Participó en los Juegos Olímpicos de Pekín 2022, obteniendo una medalla de plata en la prueba de relevo (junto con Katherine Sauerbrey, Katharina Hennig y Victoria Carl).

## Palmarés internacional
| Juegos Olímpicos | Juegos Olímpicos | Juegos Olímpicos | Juegos Olímpicos |
| Año              | Lugar            | Medalla          | Prueba           |
| ---------------- | ---------------- | ---------------- | ---------------- |
| 2022             | Pekín (China)    | Medalla de plata | Relevo 4 × 5 km  |